# Dogma (компания)
Dogma («Догма») — российская компания-застройщик со штаб-квартирой в Краснодаре, занимает 5-е место в России по объёму текущего жилого строительства (по состоянию на июль 2024 года) и первое место в Краснодарском крае.
Основана в 2011 году. Основная деятельность — в Краснодарском крае, где занимает долю в 16,14 % рынка, также ведёт жилое строительство Московской области с долей рынка 0,78 %, в Калужской области с долей рынка в 14,26 % и в Омске.
Основные жилые комплексы: «На Красных Партизан» (Краснодар, строительство начато в 2017 году), «Арена» (Новороссийск, 2019), «Рекорд» (Краснодар, 2019), «Самолёт» (Краснодар, 2019), «Парк Победы» (2020), «Dogma park» (2020), «Студия 45» (2020), EVO (Реутов, 2023), «Публицист» (Пушкино, 2024). Всего по состоянию на 2024 год сдано 102 дома, общий объём ввода жилья на 2023 год — 385,07 тыс. м². Выручка за 2022 год составила 39 млрд руб.
Собственник — Денис Морозов, совладельцами некоторых организаций, входящих в Dogma, являются Антон Давиденко и Захар Сирота.